# David Benioff
David Benioff (Nova Iorque, 25 de setembro de 1970) é um roteirista, produtor de televisão e diretor norte-americano, mais conhecido por escrever os filmes Troy, The Kite Runner e X-Men Origens: Wolverine, e por produzir a série de televisão Game of Thrones.

## Infância
Nascido David Friedman em Nova Iorque, filho de Stephen Friedman, antigo chefe da Goldman Sachs, ele mudou seu nome para David Benioff, nome de solteira da mãe. Ele é o mais novo de três filhos. Benioff estudou na Faculdade de Dartmouth e na Universidade da California em Irvine, recebendo um Mestrado de Belas Artes. Aos 22 anos, ele se tornou professor de inglês na Poly Prep Country Day School, no Brooklyn.

## Carreira
Enquanto trabalhava como professor de inglês, ele escreveu o livro The 25th Hour, recebendo boas críticas. Ele mais tarde adaptou o livro em um roteiro, que se transformou no filme 25th Hour estrelado por Edward Norton e dirigido por Spike Lee. Ele mais tarde escreveu uma coleção de contos chamada de When the Nines Roll Over (And Other Stories), publicada em 2004.
Benioff esboçou o roteiro do épico Troy (2004). Ele também escreveu o roteiro do thriller psicológico Stay (2005), dirigido por Marc Forster e estrelado por Ewan McGregor e Naomi Watts. Seu roteiro em The Kite Runner (2007), um filme baseado no livro de mesmo nome, marcou sua segunda colaboração com Forster.
Ele escreveu o roteiro do filme X-Men Origens: Wolverine, sendo contratado em 2004 e trabalhando no roteiro por três anos. Um ano antes, seu segundo livro, City of Thieves, foi publicado.
Em 2011, criou junto com D. B. Weiss a série de televisão Game of Thrones, baseada na série de livros A Song of Ice and Fire escritos por George R. R. Martin e exibida pela HBO. Atuou também como um dos produtores executivos e roteiristas do programa. Em 2019, recebeu o Prêmio dos Fundadores concedido pela Academia Internacional das Artes e Ciências Televisivas, por seu trabalho na série.
Em 2020, foi revelado que Benioff, D. B. Weiss e Alexander Woo escreveriam e produziriam uma série da Netflix baseada no livro O Problema dos Três Corpos.

## Vida pessoal
Benioff é desde 2006 casado com a atriz Amanda Peet. Eles têm três filhos.

## Trabalhos

### Livros
- The 25th Hour (2002)
- When the Nines Roll Over (and Other Stories) (2004)
- City of Thieves (2008)

### Roteiros
- 25th Hour (2002)
- Troy (2004)
- Stay (2005)
- The Kite Runner (2007)
- X-Men Origens: Wolverine (2009)
- Brothers (2009)
- Game of Thrones (2011-19)

### Produtor
- Game of Thrones (2011-19)
- 3 Body Problem (2024-)